# Гилфорд (округ)
Гилфорд (англ. Guilford) — округ в штате Северная Каролина, США. По данным переписи 2010 года, численность населения составляла 488 406 человек. Окружным центром является город Гринсборо. С 1938 года в городе Хай-Пойнт, штат Северная Каролина располагается дополнительное здание окружного суда, делая Гилфорд одним из немногих округов по всей стране с двойной системой суда.

## Закон и правительство
Округ Гилфорд является членом регионального Совета правительств Пидмонт Триад.

## География
По данным Бюро переписи населения США, округ имеет общую площадь 1704,2 км², из которых 1680,9 км² занимает суша и 20,7 км² вода.

### Национальная охраняемая территория
- Национальный военный парк здания суда Гилфорда

### Соседние округа
- Округ Рокингхем (Северная Каролина) — север
- Округ Аламанс (Северная Каролина) — восток
- Округ Рандолф (Северная Каролина) — юг
- Округ Дейвидсон (Северная Каролина) — юго-запад
- Округ Форсайт (Северная Каролина) — запад

### Дороги
|                                                                       |                                                                               |                                                                         |
| - — I-40 - — I-73 - — I-74 - — I-85 - — I-785 - — I-840 - — I-40 Bus. | - — I-85 Bus. - — US 29 - — US 70 - — US 158 - — US 220 - — US 311 - — US 421 | - — NC 22 - — NC 61 - — NC 62 - — NC 65 - — NC 68 - — NC 100 - — NC 150 |

## Демография

Возрастная пирамида округа

По данным переписи 2010 года, насчитывалось 500 879 человек и 192 064 домашних хозяйства, из которых 63 % имели собственное жильё. Средняя плотность населения составила 250 чел./км². Расовый состав округа: 64,53 % белые, 29,27 % афроамериканцы, 0,46 % коренные американцы, 2,44 % азиаты, 0,03 % жители тихоокеанских островов, 1,81 % другие расы, 1,45 % две и более рас и 3,80 % испанцы или латиноамериканцы.
Из 168 667 домохозяйств 30,40 % имели детей в возрасте до 18 лет, проживающих с ними, 48,00 % супружеских пар, 13,40 % женщин, проживающих без мужчин и 34,90 % не имеющих семьи. 27,90 % всех домохозяйств составляли отдельные лица, из которых 8,30 % лица в возрасте 65 лет и старше.
Возрастной состав округа: 23,70 % в возрасте до 18 лет, 11,00 % от 18 до 24 лет, 31,40 % от 25 до 44 лет, 22,10 % от 45 до 64 лет и 11,80 % в возрасте 65 лет и старше. Средний возраст составил 35 лет.
Средний доход на домашнее хозяйство в округе составил $42,618, а средний доход на семью $52,638. Мужчины имеют средний доход $35,940, а женщины $27,092. Доход на душу населения в округе составил $23,340. Около 7,60 % семей и 10,60 % населения были ниже черты бедности, в том числе 13,80 % из них моложе 18 лет и 9,90 % в возрасте 65 лет и старше.

## Населённые пункты

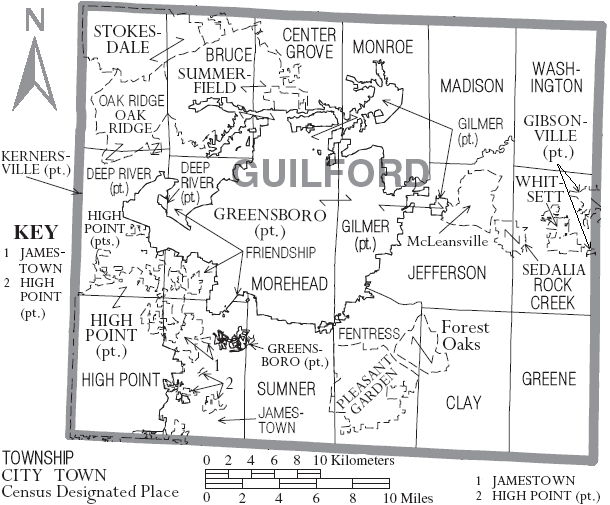
Карта округа Гилфорд (Северная Каролина) с указанием городских муниципалитетов и районов

### Города
- Гибсонвилл
- Хай-Пойнт
- Джеймстаун
- Ок-Ридж
- Плезант-Гарден
- Седейлия
- Стоксдейл
- Саммерфилд
- Уитсетт

В округе Гилфорд расположены части городов Арчдейл, Берлингтон и Кернерсвилл.

### Тауншипы
Округ делится на 18 тауншипов: Брюс, Центр-Гров, Клей, Дип-Ривер, Фентресс, Френдшип, Гилмер, Грин, Хай-Пойнт, Джеймстаун, Джефферсон, Мэдисон, Монро, Морхед, Ок-Ридж, Рок-Крик, Самнер и Вашингтон.

### Невключённые территории
- Браунс-Саммит
- Климакс
- Колфакс
- Монтиселло